# Ryczące Dwudziestki
Ryczące Dwudziestki – zespół wokalno-instrumentalny.

## Historia
Założony w 1983 roku w Bytomiu przez należących wówczas do 1 Drużyny Wodnej miejscowego hufca ZHP muzyków; Zadebiutował w tym samym roku na festiwalu Tratwa. Nazwa zespołu stanowi nawiązanie do pasa wód oceanicznych zwanego ryczącymi czterdziestkami, natomiast liczba dwadzieścia pochodzi od wieku członków zespołu w chwili jego powstawania.
"Ryczące Dwudziestki" wykonują głównie utwory należące do gatunków muzyki folk oraz szant. Zespół wypracował nowy styl śpiewania szant, preferując głównie wykonania czysto wokalne z tradycyjnym dla szant rozdziałem partii wokalnych na poszczególne barwy głosu.
Zespół koncertował na wszystkich ważniejszych imprezach szantowych w kraju, a także w Norwegii, Szwecji, Jugosławii, Niemczech, Danii, na Węgrzech i w USA.  
Zespół ma na koncie m.in. współpracę z Markiem Szurawskim (lider zespołu "Stare Dzwony"), przy nagrywaniu płyty "Co się zdarzyło jeden raz..." oraz z olsztyńskim zespołem "Shannon" grającym muzykę celtycką. To właśnie z połączenia "Ryczących Dwudziestek" z zespołem "Shannon" w 2005 roku powstał projekt "Ryczące Shannon". W 2019 roku "Ryczące Dwudziestki" wspólnie z Jerzym Porębskim i elbląskim zespołem "The Nierobbers" nagrały płytę z piosenkami Jerzego Porębskiego. W 2021 roku wraz częstochowskim zespołem "Drake" stworzył album "Dwie krople folku", będący zwieńczeniem rozpoczętego w 2015 roku projektu "Ryczące-Drake".
Płyta "Rejs na Czystą Wyspę" zawierała piosenki przeznaczone dla najmłodszych słuchaczy, promujące ochronę środowiska w ramach akcji "Czysty Kraków".

## Skład zespołu
- Andrzej Marciniec "Martinez" (od 1994 r.)
- Bogdan Kuśka "Bodziec" (od 1994 r.)
- Łukasz Drzewiecki "Matrix" (od 2010 r.)
- Arkadiusz Wąsik "Kosmos" (od 2022 r.)

## Dyskografia[2]
- I. Ryczące Dwudziestki (Czarna płytka)
- II. Top Twenties
- III. Live
- IV. By The Waters
- V. Co się zdarzyło jeden raz...
- VI. Nowe Progi
- VII. Dalej w morze
- VIII. Nie tylko Rio
- IX. 20 na 20
- X. Rejs na Czystą Wyspę
- XI. Ryczące-Shannon (singiel)
- XII. Acappella
- XIII. Gdzieś tam i nie tylko...
- XIV. Dwie krople folku